# Alcyonium reptans
Alcyonium reptans is een zachte koraalsoort uit de familie Alcyoniidae. De koraalsoort komt uit het geslacht Alcyonium. Alcyonium reptans werd in 1906 voor het eerst wetenschappelijk beschreven door Kükenthal. 